# Мендибаєв Марат Самійович
Марат Самійович Мендибаєв (24 вересня 1936, місто Караганда, тепер Республіка Казахстан — квітень 2009, Республіка Казахстан) — радянський державний діяч, голова Кустанайського облвиконкому, 1-й секретар Алма-Атинського обласного комітету КП Казахстану, 2-й секретар ЦК КП Казахстану, заступник голови Ради міністрів Казахської РСР. Член ЦК КПРС у 1986—1990 роках. Депутат Верховної Ради СРСР 11-го скликання. Народний депутат СРСР (1989—1991).

## Життєпис
У 1955 році закінчив Карагандинський гірничий технікум Казахської РСР.
У 1955—1956 роках — електрослюсар шахти тресту «Кіроввугілля» Казахської РСР.
У 1956—1969 роках — начальник цеху, головний енергетик збагачувальної фабрики шахти № 38, заступник головного інженера, головний інженер збагачувальної фабрики тресту «Карагандавуглезбагачування» Казахської РСР.
Член КПРС з 1958 року.
У 1963 році закінчив Карагандинський політехнічний інститут, гірничий інженер-електромеханік.
У 1969—1970 роках — директор Сабурханської центральної збагачувальної фабрики комбінату «Карагандавугілля» Казахської РСР.
У 1970—1976 роках — 2-й секретар, 1-й секретар Саранського міського комітету КП Казахстану Карагандинської області.
У 1975 році закінчив заочну Вищу партійну школу при ЦК КПРС.
У 1976—1979 роках — завідувач промислово-транспортного відділу Карагандинського обласного комітету КП Казахстану, завідувач відділу вугільної промисловості Карагандинського обласного комітету КП Казахстану.
У 1979—1980 роках — 2-й секретар Карагандинського міського комітету КП Казахстану.
У 1980—1982 роках — заступник завідувача відділу важкої промисловості ЦК КП Казахстану.
У 1982—1985 роках — секретар Кустанайського обласного комітету КП Казахстану.
У січні — вересні 1985 року — голова виконавчого комітету Кустанайської обласної ради народних депутатів.
У вересні 1985 — листопаді 1988 року — 1-й секретар Алма-Атинського обласного комітету КП Казахстану.
1 листопада 1988 — 12 вересня 1989 року — 2-й секретар ЦК КП Казахстану — голова комісії ЦК КП Казахстану з питань організаційно-партійної і кадрової роботи.
У серпня 1989 — квітні 1990 року — заступник голови Ради міністрів Казахської РСР.
У 1990 році — завідувач сектора вугільної промисловості і енергетики Управління справами Ради міністрів Казахської РСР.
У 1991—1993 роках — головний спеціаліст корпорації «Казахстанвугілля». У 1993—1994 роках — радник президента, віцепрезидент Державної холдингової компанії «Комір».
У 1994—1997 роках — начальник відділу кадрів міністерства енергетики Республіки Казахстан.
З грудня 1997 року — на пенсії.
Помер у квітні 2009 року.

## Родина
Дружина Гордієнко Галина Семенівна. Дочки Лариса та Інна.

## Нагороди і звання
- орден Жовтневої Революції
- орден Трудового Червоного Прапора
- орден «Знак Пошани»
- медалі